# Club Deportivo Numancia de Soria 2016-2017

## Rosa
| N. |                      | Ruolo | Calciatore          |
| -- | -------------------- | ----- | ------------------- |
| 1  | Spagna (bandiera)    | P     | Munir               |
| 3  | Spagna (bandiera)    | D     | Adrián Ripa         |
| 4  | Spagna (bandiera)    | C     | Marc Pedraza        |
| 5  | Spagna (bandiera)    | D     | Francisco Regalón   |
| 6  | Spagna (bandiera)    | D     | Iñigo Pérez         |
| 7  | Spagna (bandiera)    | C     | Manu del Moral      |
| 8  | Spagna (bandiera)    | C     | Alberto Escassi     |
| 9  | Paraguay (bandiera)  | A     | Carlos Javier Acuña |
| 10 | Venezuela (bandiera) | C     | Julio Álvarez       |
| 11 | Spagna (bandiera)    | C     | Nacho Sánchez       |
| 13 | Spagna (bandiera)    | P     | Aitor Fernández     |

| N. |                   | Ruolo | Calciatore              |
| -- | ----------------- | ----- | ----------------------- |
| 14 | Spagna (bandiera) | D     | Luis Valcarce           |
| 15 | Spagna (bandiera) | C     | Dani Calvo              |
| 16 | Spagna (bandiera) | D     | Carlos Gutiérrez        |
| 17 | Spagna (bandiera) | D     | Unai Medina             |
| 18 | Spagna (bandiera) | C     | Jairo Morillas          |
| 19 | Spagna (bandiera) | C     | Iñigo Ruiz de Galarreta |
| 20 | Spagna (bandiera) | C     | Pablo Valcarce          |
| 21 | Spagna (bandiera) | C     | Marc Mateu              |
| 22 | Spagna (bandiera) | D     | Pedro Orfila            |
| 23 | Spagna (bandiera) | C     | Eneko Capilla           |
| 24 | Perù (bandiera)   | D     | Alexander Callens       |